# Шварцерден (Наэ)
Шварцерден (нем. Schwarzerden) — община в Германии, в земле Рейнланд-Пфальц.
Входит в состав района Бад-Кройцнах. Подчиняется управлению Кирн-Ланд. Население составляет 254 человека (на 31 декабря 2010 года). Занимает площадь 6,98 км².